# Hospital San Juan de Dios (Los Andes)
El Hospital San Juan de Dios es un recinto hospitalario público de alta complejidad perteneciente al Servicio de Salud Aconcagua, ubicado en la ciudad de Los Andes, Chile.

## Historia
El hospital, el primero de la Provincia de Los Andes, inició sus funciones el 23 de noviembre de 1863 y fue construido por iniciativa de José Antonio del Villar para contrarrestar los efectos de una plaga de viruela que azotaba la zona. En 1936 se iniciaron las gestiones para la construcción de un nuevo edificio, que fue inaugurado finalmente en octubre de 1951.